# 枝纹猫蛛
枝纹猫蛛（学名：Oxyopes ramosus）为猫蛛科猫蛛属的动物。在中国大陆，分布于陕西等地，常见于山区草丛及农田。